# Christoph Friedrich von Salza
Christoph Friedrich von Salza (* nach 1605 in Ebersbach bei Görlitz; † 31. März 1673 in Neu-Salza) war ein einflussreicher protestantischer Adliger, Rat des Kurfürsten Johann Georg II. (1613–1680), Landesältester des Görlitzer Kreises und Gründer der nach ihm benannten Exulantenstadt Neu-Salza, heute Neusalza-Spremberg, in der Oberlausitz.

## Leben und Wirken

### Spross eines uralten Adelsgeschlechts
Christoph Friedrich entstammte dem uralten thüringischen Adelsgeschlecht der Grafen, Freiherren und Herren von Sal(t)za, das sich mit der deutschen Ostsiedlung im 13. Jahrhundert auch in der Oberlausitz und in Schlesien verbreitete. Salzas berühmtester Vorfahr war Hermann von Salza (um 1162–1239), der vierte Hochmeister des Deutschen Ordens. Die Oberlausitzer Linie derer von Salza erwarb ausgehend von der Gegend um Görlitz und Lauban beachtlichen Grundbesitz im Markgraftum Oberlausitz. Seit 1581 war die Grundherrschaft Ebersbach bei Görlitz der Sitz der Linie Linda der  Oberlausitzer Salzas. Mitglieder der Familie von Salza bekleideten im Markgraftum Oberlausitz wichtige landesherrliche und landständische Ämter, so auch Christoph Friedrichs Vater Hiob von Salza d. J. (1586–1654), der 30 Jahre Amtshauptmann des Fürstentums Görlitz war. Christoph Friedrichs Vater Hiob war zweimal verheiratet (Frau ? von Sommerfeld, 1647 mit Magdalena Elisabeth von Gersdorf). Frau von Sommerfeld dürfte Christoph Friedrichs Mutter gewesen sein.
Nach dem Tode seines Vaters Hiob v. Salza d. J. (1654) wurde Christoph Friedrich am 19. September 1656 vom Landesherrn mit dem väterlichen Gut Ebersbach belehnt.
Im Juli 1657 war Christoph Friedrich von Salza als einer der Vertreter der Görlitzer Ritterschaft bei der Erbhuldigung des protestantischen sächsischen Kurfürsten Johann Georg II. in Dresden zugegen.
Christoph Friedrich von Salzas Leben und Wirken fiel in eine Zeit, die durch den Verlauf und die Folgen des Dreißigjährigen Krieges sowie der Gegenreformation (Rekatholisierung) in Böhmen, Mähren und Ungarn geprägt war. Beides beeinflusste nachhaltig auch das protestantische Kurfürstentum Sachsen.

### Rittergutsbesitzer und Stadtgründer
In dieser komplizierten Zeit konnte Christoph Friedrich von Salza 1668 dennoch seinen Besitz vergrößern, da ihm Friedrich Adolf von Haugwitz († nach 1680), Rittergutsbesitzer von Ober- und Niederspremberg, aus finanziellen Gründen Dorf und Untertanen verkaufte. Als 1669 protestantische Flüchtlinge aus den genannten katholischen Ländern auch in das kursächsische Spremberg gelangten, nutzte der protestantische, wirtschaftlich vorausschauende Adlige die Gunst der Stunde. Er gewährte Exulanten in seiner Spremberger Besitzung Asyl und überließ ihnen zur Ansiedlung gegen ein erschwingliches Entgelt mehrere wüste Güter auf den Fluren des damaligen Rittergutes Nieder-Spremberg.

### Förderer protestantischer Exulanten
Die aus ihren Heimatländern vertriebenen evangelischen Glaubensbrüder waren keine Bauern, sondern zumeist Handwerker und Händler. Da aber Handel und Handwerk nur unter dem Privileg einer Stadt ausgeübt werden konnten, beantragte von Salza für die junge Ansiedlung beim Kurfürsten die Stadtrechte. Am 12. Januar 1670 ratifizierte der sächsische Kurfürst in Dresden die Urkunde zum Bau der Stadt (Stadtprivileg).
Zügig setzte eine rege Bautätigkeit in der kleinen Stadt im Dorf Spremberg ein. Der Stadtgründer verstand es, Politik und Wirtschaft auf regionaler und lokaler Ebene geschickt zu verbinden, indem er den herrschaftlichen „Ökonomie-Verwalter“ seines Ebersbacher Besitztums, Caspar David Fiedler, zum ersten Bürgermeister der neuen Stadt nominieren ließ. Fiedler war Neu-Salzas Stadtoberhaupt von 1670 bis 1676. Herr von Salza schuf zugleich die Strukturen für die planmäßig errichtete Stadtanlage und erarbeitete die grundlegenden Dokumente für die weitere Entwicklung der Kommune. Der „Politische Rezess der Stadt Neu-Salza“, der die Rechte und Freiheiten der Bürger der jungen Stadt garantierte, geht ebenso auf ihn zurück wie der im Interesse geordneter kirchlicher Verhältnisse für die internationale Stadtgemeinde vorbereitend fixierte „Kirchenrezess“, der auch den Bau eines eigenen Gotteshauses vorsah. Dieser Rezess bildete das grundlegende Dokument für die spätere Erbauung der barocken Exulantenkirche, der Dreifaltigkeitskirche Neusalza. Das Inkrafttreten beider Dokumente, die der Kurfürst am 12. Juni 1673 bzw. am 14. Oktober 1674 beurkundete, erlebte der tatkräftige adlige Stadtgründer nicht mehr.

## Familie
Christoph Friedrich von Salza war verheiratet mit Anna Catharina v. Salza, geb. v. Salza, einer anderen Linie des Geschlechts († 12. oder 21. Juni 1682). Aus der Ehe gingen zwei Kinder hervor:
1. Hiob Friedrich v. Salza (* 8. Juli 1660 in Ebersbach bei Görlitz, † 31. Januar 1677 in Dresden, beigesetzt am 3. August 1677 in der Gruft der Kirche zu Neu-Salza)
2. Lucretia Hedwig v. Salza, später verh. von Nostitz (* 16. März 1664 in Ebersbach bei Görlitz (?), † 11. Januar 1701 in Bautzen, Beisetzung am 14. Januar 1701 in der Gruft der Kirche zu Neu-Salza).

Christoph Friedrichs Gemahlin, sein Sohn und die Tochter erhielten in der von 1674 bis 1678 erbauten Exulantenkirche zu Neusalza in einem Grabgewölbe ihre letzte Ruhestätte, das bis heute nicht gefunden wurde. Er selbst wurde am 9. April 1673 in der Familiengruft Ebersbach bei Görlitz beigesetzt.
Mit dem Tode des Sohnes von Christoph Friedrich von Salza, Hiob Friedrich († 1677), erlosch der in der Oberlausitz verbliebene Zweig der Linie Linda der Familie. Ein anderer Zweig hatte sich in Böhmen niedergelassen, der jedoch im 18. Jahrhundert ausstarb. Heute blüht noch Linie Lichtenau. Das Salzasche Wappen beinhaltet eine weiße Lilie auf rotem Untergrund, das noch heute das Wahrzeichen der Stadt Neusalza-Spremberg verkörpert. Die Friedrich von Salza-Straße, ehemals „August Bebel-Str.“, zwischen Ober- und Niedermarkt in Neusalza-Spremberg erinnert an den Gründer und ersten Grund- und Gerichtsherrn der Stadt.